# Miguel Morales (cantante)
Miguel Antonio Morales Campo  (Valledupar, 26 de enero de 1960) es un cantautor colombiano de música vallenata.
Padre de Eva Sandrith, Kanner y Keyner (Los K Morales) y del fallecido cantante Kaleth Morales, de la llamada Nueva Ola del Vallenato.
Es intérprete de varios temas románticos de este género, como Mi Diosa Humana, Acompáñame y Sirena encantada. Morales fue cofundador de la agrupación vallenata Los Diablitos al lado de Omar Geles. 
Morales fue aspirante a la alcaldía de Valledupar en las elecciones regionales de 2011. En el 2016, Morales fue nombrado Director de la Casa de la Cultura de Valledupar por el alcalde Augusto Ramírez.

## Biografía
Nació en la ciudad de Valledupar, Cesar.
Fue descubierto por Emilio Oviedo. A comienzos de los años ochenta, Miguel conoció en una parranda vallenata a Omar Geles. Con él fundaron la agrupación Los Diablitos, con la que grabaron siete trabajos discográficos.
En 1991, en el marco de un festival vallenato, Morales se va de Los Diablitos porque quería conformar su propio conjunto. En 1992 se unió con Víctor Rey Reyes, con quien grabó dos trabajos discográficos: El pueblo quiere al cantante ―con temas como "Acompáñame" (de Fabián Corrales) y "El pueblo quiere al cantante" en homenaje a Rafael Orozco (de Morales)― y La diferencia ―con "Quiero saber tu verdad"―.

### El Pollito (Juan David Herrera Pimentel)
Nace en Bolívar (Colombia) un 17 de enero de 1975. En la ciudad de Valledupar empieza a estudiar acordeón desde los 11 años de edad. Participó en varios festivales. En 1986, obtuvo el primer lugar (categoría infantil) en un concurso en Villanueva, en 1990 (categoría Aficionados) en Fonseca, en 1992 fue declarado «rey aficionado», en 1996 participó en el Festival de la Leyenda Vallenata y fue declarado «rey vallenato», ganándole a Alfredo Gutiérrez y Beto Villa, por ejemplo.
Comenzó trabajando en la agrupación Raíces Vallenatas. Después pasó a integrar la agrupación de Miguel Morales.

### El Rey (Víctor Reyes)
Natural de Barrancabermeja. Comenzó en el conjunto de los Hermanos Calderón quienes más adelante serían Los Gigantes del Vallenato.
Formó un conjunto con Miguel Morales. Más adelante, el Rey forma otro conjunto con Jesús Manuel Estrada. Después con Jorge Luis Ortiz y por último con el cantante Gaby García.
En el año 2000, el Rey Reyes se unió nuevamente con Miguel Morales.

### El Chiche (Gabriel Maestre)
Natural de Villanueva (Guajira), este acordeonista comenzó al lado de Daniel Celedón con el cual adquirió reconocimiento nacional. Más adelante conformó durante 7 años el conjunto vallenato Los Muchachos al lado de Osnaider Brito. Luego entró a La Gran Compañía con Ernesto Mendoza, y por último trabajó con Miguel Morales.

## Discografía[4]
- 1992 - El pueblo quiere al cantante
- 1993 - La diferencia
- 1994 - Avanzando
- 1995 - Gracias, mi gente
- 1996 - Más popular
- 1997 - Auténtico
- 1998 - Con categoría
- 2000 - Orgullo vallenato
- 2001 - Nueva primavera
- 2002 - Sigo enamorado
- 2004 - Con Todo y Para Todos
- 2005 - 20 Años - Homenaje a Mi niño
- 2007 - Dinastía Para La Historia
- 2008 - A Mi Estilo
- 2011 - Colombia Vive el Canto
- 2013 - Con Furor
- 2016 - No Pasa De moda
- 2018 - Pasión
- 2022 - Yo Soy La Voz
- 2023 - Lástima

### Sencillos
- 2020 - Mi Mejor Canción, parte del trabajo discográfico "Corazón Vallenato", con varios artistas del género.

## Acordeones
- Omar Geles (1985 - 1991) Con Los Diablitos
- El Rey (Víctor Reyes). (1992 - 1993) (2000)
- El Pollito (Juan David Herrera). (1994 - 1999) (2008)
- El Chiche (Gabriel Maestre). (2001 - 2005)
- Wilber Mendoza (2007)
- El Pepin (Saul David Soto). (2011 - presente)